# بيروتة
بَيرُوتَة أو لاذقية كنعان هي مدينة قديمة كانت قائمة في أرض كنعان بدءًا من القرن الثاني وحتى عام 64 قبل الميلاد، وكانت جزءًا من فينيقيا الرومانية خلال حقبة الإمبراطورية الرومانية والحقبة البيزنطية المبكرة في العصور القديمة المتأخرة، وموقعها الحالي هو مدينة بيروت في لبنان. 
شكّلت مدينة بيروتة، بعدما أصبحت مستعمرة رومانية، مركز وجود الإمبراطورية الرومانية في سواحل شرق البحر الأبيض المتوسط جنوب الأناضول، إذ تمركز في بيروتة تحت قيادة أغسطس المحاربون الرومان القدامى من المنتمين للفيلق المقدوني الخامس والفيلق المقدوني الثالث، وسرعان ما أضفى هذا التمركز على المدينة طابعًا رومانيًّا فكانت المدينة الوحيدة الناطقة باللاتينية بالكامل في المنطقة السورية الفينيقية حتى القرن الرابع الميلادي. تراجعت أهمية المدينة نسبيًّا في أعقاب الزلزال الذي ضرب المنطقة في عام 551، وأصبحت صور عاصمة لمقاطعة فينيقيا الرومانية بدلًا من بيروتة، على الرغم من استمرار أهميتها بين مدن المنطقة، فمن بين مدارس الحقوق الكبرى في روما، والقسطنطينية، وبيروتة، كانت مدرسة الحقوق في بيروتة هي الأبرز، ووقد أسس قانون جستنيان، والذي يُمثّل جزءًا من القانون الروماني الذي أمر الإمبراطور الروماني جستنيان الأول بتدوينه في أوائل القرن السادس الميلادي والمكتوب بالكامل باللغة اللاتينية، في الغالب في هذه المدرسة.

## التاريخ

### في العصور القديمة
تعرضت قرية بيروتا الفينيقية للتدمير في عام 140 قبل الميلاد على يد ديودوتوس تريفون خلال صراعه مع أنطيوخس السابع في سبيل الجلوس على عرش المملكة السلوقية المقدونية. ثُم أعيد بناء القرية في وقت لاحق على طراز معماري هلينستي أكثر تقليدية، ولكن لا يزال التاريخ الدقيق لعملية إعادة البناء هذه غير واضح. وبحلول عام 110-109 قبل الميلاد كانت القرية تُعرف باسم لاذقية، وهو الاسم الذي سجله التجار البريتيين المزدهرين الذين نشطوا في ديلوس، وقد سميت المدينة بهذا الاسم تكريمًا للملكة السلوقية لاوديس زوجة أنطيوخس. أعيدت تسمية المدينة خلال العقود الأخيرة من عهد الإمبراطورية الرومانية بعدما غزت قوات بومبي المدينة في عام 64 قبل الميلاد لتُصبح معروفة باسم بيروتة في إشارة إلى اسم القرية الساحلية الفينيقية القديمة. اصبحت المدينة منذ ذلك الحين جزءًا من الإمبراطورية الرومانية، وأرسل إليها العديد من الجنود الرومان القدامى، ونفذّت بالمدينة مشاريع معمارية كبيرة.

### خلال العصر الروماني
أصبحت بيروتة مستعمرة رومانية هامة في عام 14 قبل الميلاد، في عهد هيرودس الكبير، وعُرفت المدينة باسم كولونيا يوليا أوغوستا فيليكس بيروتة تكريما ليوليا الابنة الوحيدة للإمبراطور الروماني أغسطس. أمر أغسطس جنود الفيلق المقدوني الخامس والفيلق المقدوني الثالث بالتمركز في المدينة، والتي سرعان ما اكتسبت طابعًا رومانيّا، حيث كان ثلثا السكان ينحدرون من نسل المحاربين القدامى الرومان. تمتعت بيروتة بمكانة بارزة في الإمبراطورية الرومانية، وشُيّدت بها العديد من المباني العامة والكبيرة، حيث قام كل من هيرودس الكبير وأغريبا الأول والثاني والملكة برنيس ببناء إكسيدراس وأروقة ومعابد ومنتدى ومسرح ومدرج وحمامات بالمدينة. وفي العام الأول بعد الميلاد أصبحت المدينة مقرًا لواحدة من أبرز مدارس القانون في الإمبراطورية الرومانية. كانت بيروتة واحدة من أربع مستعمرات رومانية في منطقة سوريا وفينيقيا وكانت الوحيدة من بين هذه المُستعمرات الأربع التي تمتعت بالإعفاء الكامل من الضرائب الإمبراطورية. ظلت المدينة مزدهرة وتحظى بمكانة متميزة إلى أن دمرها زلزال عام 551.

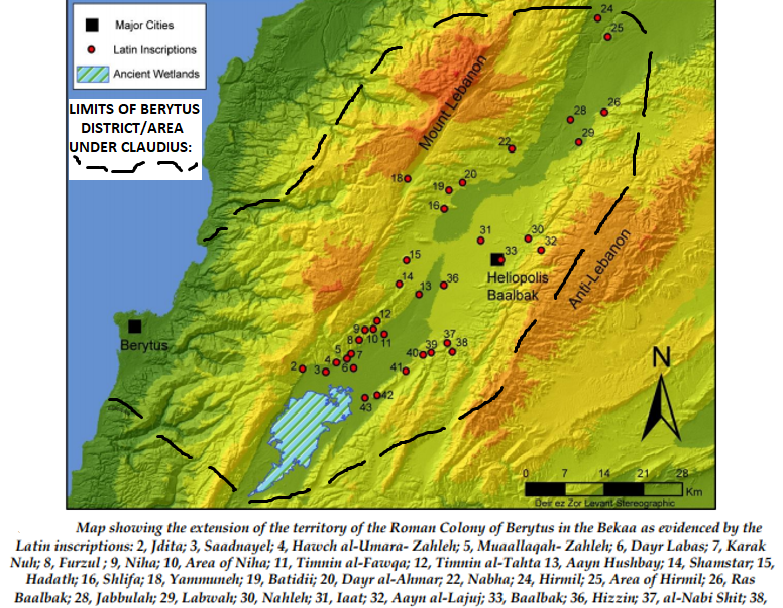
خريطة توضح حدود مدينة بيروتة الرومانية

اتسعت أراضي مدينة بيروتة تحت حكم الإمبراطور الروماني كلوديوس، وامتدت لتصل إلى وادي البقاع وشملت منطقة بعلبك، وكانت بيروتة هي المدينة الوحيدة الناطقة باللاتينية في المنطقة السورية الفينيقية، بسبب المستعمرين الرومان الذين روجوا للزراعة في الأراضي الخصبة المحيطة بالمدينة. كان وادي البقاع، منذ القرن الأول قبل الميلاد، بمثابة مصدر الحبوب للمقاطعات الرومانية في بلاد الشام وحتى لروما نفسها. يُشكّل الوادي اليوم ما يصل إلى 40 بالمائة من الأراضي الصالحة للزراعة في لبنان. وقد أنشأ المستعمرون الرومان بالمدينة منطقة كانت تسمى باغوس أوغسطس، وهي المنطقة التي توجد بها معابد نيها الشهيرة ذات النقوش اللاتينية. أسس الإمبراطور الروماني أغريبا في مدينة بيروتة مدرج ومسرح رائع حيث كانت تقام الألعاب والمشاهد من كل نوع، بما في ذلك عروض المصارعين، إلى جانب الحمامات والأروقة. لم يتبق حتى الآن سوى آثار صغيرة أمام الكاتدرائية الكاثوليكية في بيروت. أدى وجود أربعة مجمعات كبيرة للحمامات بالإضافة إلى العديد من الحمامات الخاصة إلى زيادة استهلاك المدينة للمياه، فقام الرومان بحفر قناة يغذيها نهر بيروت الذي يقع مصدره الرئيسي على بعد 10 كيلومترات من المدينة. تمر القناة عبر النهر عند قناطر زبيدة لتصل المياه أخيراً إلى حيث ساحة رياض الصلح، وهناك، عند سفح تل السراييل كانت تخزن في صهاريج كبيرة، ثم تقوم شبكة معقدة من الأنابيب والقنوات المصنوعة من الرصاص أو الطين بتوزيع المياه على حمامات السباحة المختلفة في الحمامات الرومانية. وصل تعدادا سكان مدينة بيروتة الرومانية إلى ما يقرب من 50.000 نسمة في عهد الإمبراطور الروماني تراجان، وكان بها منتدى ضخم ومقبرة، وكان ميدان سباق الخيل في بيروتة هو الأكبر والأكثر شهرة في بلاد الشام، وقد كتب علماء مثل ليندا هول أن ميدان سباق الخيل كان لا يزال يعمل في القرن الخامس بعد الميلاد. كما تشير بعض المصادر الأدبية إلى وجود مسرح في مدينة بيروتة، كما كان للمدينة بوابة رومانية ضخمة ذات أسوار شاهقة اكتُشفت مؤخرًا.

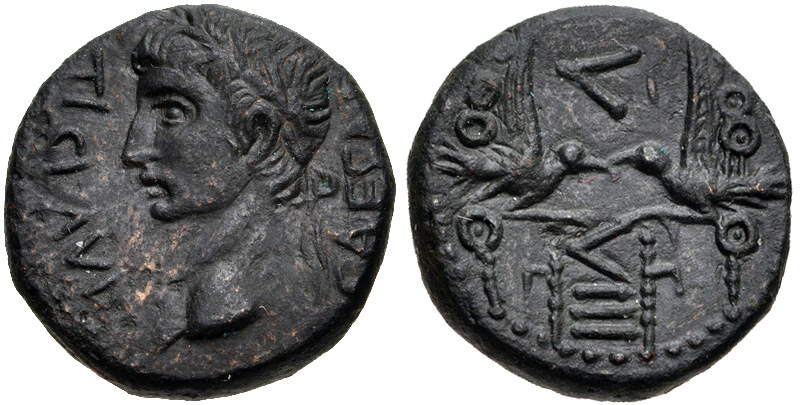
عُملة رومانية تعود لبيروتة

كانت مدينة بيروتة مركزًا تجاريًا لإنتاج الحرير والنبيذ، وارتبطت المدينة عبر شبكة جيدة من الطرق الرومانية الفعالة بمنطقة بعلبك وبقيصرية فلسطين. ووفقًا للمؤرخ كيفن بوتشر، فقد ظلت الشخصية اللاتينية لبيروتة هي المهيمنة حتى القرن الخامس بعد الميلاد. كما كانت المدينة أيضًا مركزًا لدراسة الأدب اللاتيني وفي القانون الروماني بعد عهد الإمبراطور سيبتيموس سيفيروس. في عهد نيرون، كان ماركوس فاليريوس بروبوس، ابن أحد المستعمرين الرومانيين المولود في بيروتة حوالي عام 25 م، معروفًا في جميع أنحاء الإمبراطورية الرومانية باعتباره عالمًا في النحو اللاتيني وعالم فقه اللغة في الأدب. ساعد الأباطرة الرومان على تطوير الثقافة رفيعة المستوى في المدينة ذات الطابع الروماني بالكامل، مما عزز ازدهار الأدب اللاتيني وعلوم اللغة حتى فيما يتعلق باللغة اليونانية كما هو الحال مع هيرميبوس البيريتي.

### مدرسة الحقوق في بيروتة
كانت مدرسة الحقوق البريتينية معروفة على نطاق واسع في الإمبراطورية الرومانية؛ فقد اشتهرت بشعارها اللاتيني "بيروتة أم التشريعات". وقد كان اثنان من أشهر فقهاء روما، وهما بابينيان وأولبيان، وكلاهما من مواطني فينيقيا، بالتدريس في المدرسة في عهد الأباطرة السيفيريين. وقد استمد الإمبراطور الروماني جستنيان منهما جزءًا كبير من مجموعة القوانين التي نشرها في القرن السادس. وفي عام 533 م، اعترف جستنيان بالمدرسة باعتبارها واحدة من كليات الحقوق الرسمية الثلاث في الإمبراطورية الرومانية في القرن السادس.

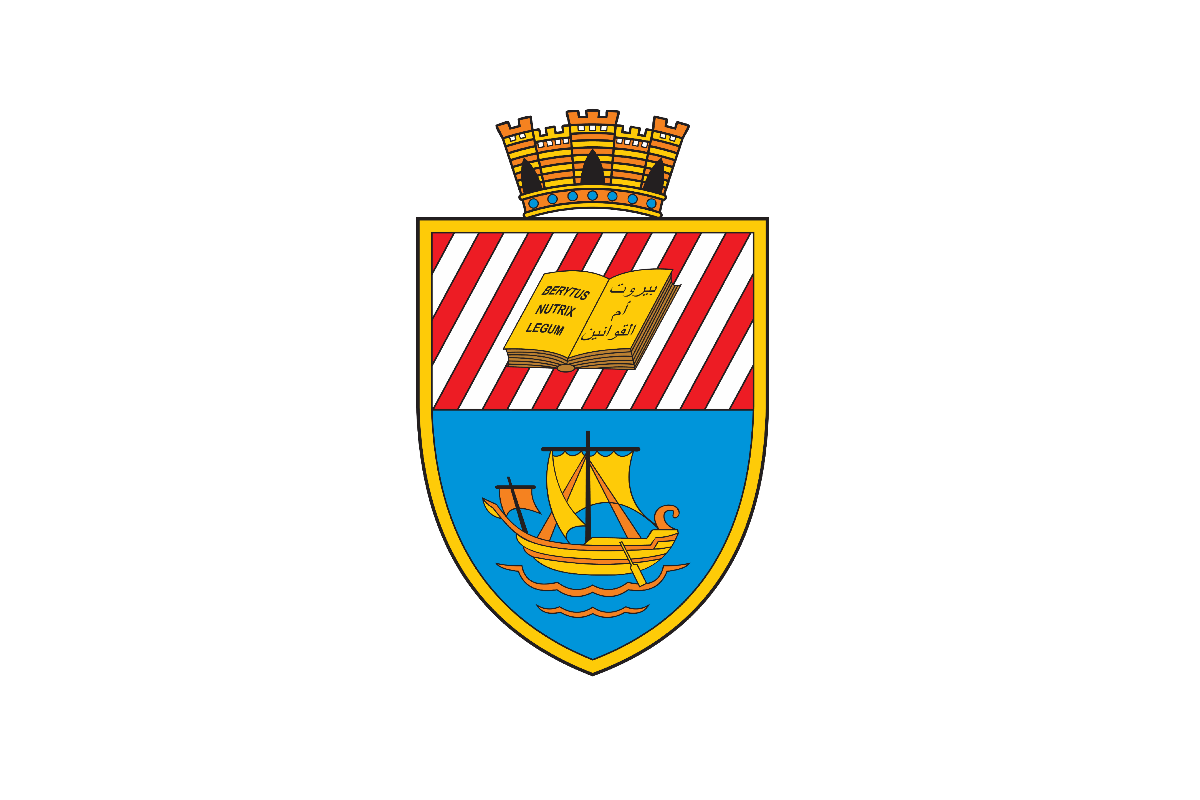
تميز علم مدينة بيروتة بكتاب مفتوح كُتب بداخله شعار (بيروتة أم التشريعات).

وعلى مدى ثلاثة قرون، أخرجت مدرسة الحقوق في بيروتة أبرز المحامين والقضاة في الإمبراطورية الرومانية، وخاصة في مقاطعاتها الشرقية، إلى أن دمّر المدرسة زلزال عام 551، ونقل الطلاب إلى مدينة صيدا.

### خلال الحقبة البيزنطية المبكرة
استمرت بعض الأنشطة الفكرية والاقتصادية في بيروتة في الازدهار لأكثر من قرن من الزمان في ظل الإمبراطورية الرومانية الشرقية التي عُرفت باسم الإمبراطورية البيزنطية على الرغم من أن اللغة اليونانية كانت قد بدأت تحل محل اللغة اللاتينية في المدينة التي اكتسبت هذه المرة طابعًا هيلينيًا. وفي القرن السادس، دمرت سلسلة من الزلازل معظم معابد منطقة بعلبك وبيروتة، مما أدى إلى تسوية مدرسة الحقوق الشهيرة فيها بالأرض وقتل ما يقرب من 30 ألف نسمة. ولم تنجح المجامع المسيحية المسكونية في القرنين الخامس والسادس الميلادي في تسوية الخلافات الدينية داخل المجتمع البريتيني.

## الاكتشافات الأثرية الحديثة
تمكن الأثريون في مطلع القرن العشرين من تحديد المنطقة التي كانت توجد بها مدرسة القانون الروماني الشهيرة في بيروتة. وكشفت الحفريات الأثرية في المنطقة الواقعة بين كاتدرائية القديس جاورجيوس للروم الأرثوذكس وكاتدرائية القديس جاورجيوس للموارنة عن شاهدة جنائزية محفورة على ضريح لرجل يدعى باتريسيوس "الذي كرس حياته لدراسة القانون". تم تحديد المرثية على أنها مخصصة لأستاذ مدرسة الحقوق الشهير في القرن الخامس. وفي عام 1994، نجحت الحفريات الأثرية تحت كاتدرائية القديس جاورجيوس للروم الأرثوذكس في ساحة النجمة بمنطقة وسط بيروت من تحديد العناصر الهيكلية لكاتدرائية أناستاسيس، لكنها اقتصرت على مساحة 316 مترًا مربعًا (3400 قدم مربع) وفشلت في اكتشاف بقايا المدرسة. في القرن الخامس الميلادي، ذكر زكريا ريتور أن المدرسة كانت تقع بجوار معبد الله، والذي سمح وصفه بتحديد موقعها مع تحديد موقع كاتدرائية أناستاسيس البيزنطية.

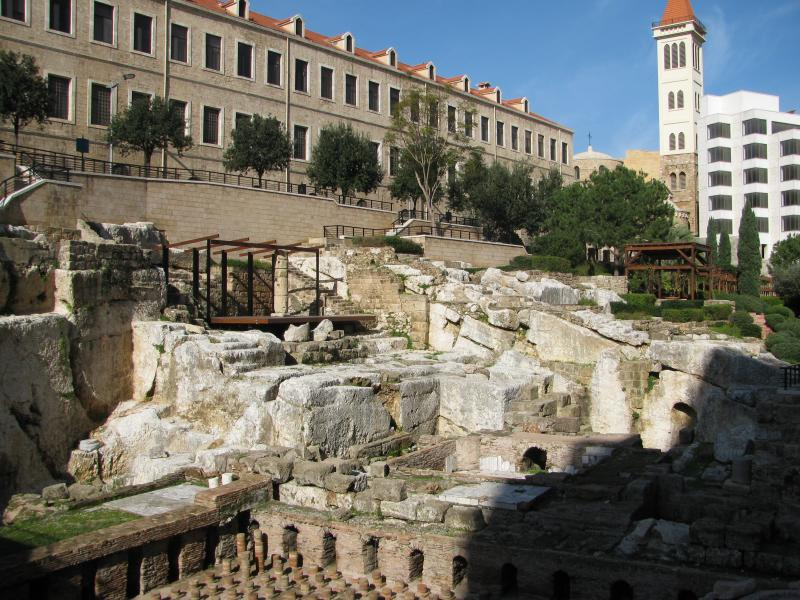
حدائق الحمامات الرومانية في بيروت الحالية

في عام 1968 اكتشفت حدائق الحمامات الرومانية، وهي مساحة عامة تقع على المنحدر الشرقي لتلة السراي، وتتكون من حديقة ومجموعة من الآثار المكشوفة للحمامات الرومانية القديمة. خضعت هذه الآثار لعملية تنظيف شاملة، وقامت شركة تنسيق الحدائق البريطانية جيليسبايس بإعادة تأهيل الحدائق وتزويدها بجدران زجاجية منخفضة ومنصات مراقبة يمكن تحويلها إلى أماكن للحفلات الموسيقية، مما يضفي لمسة القرن الحادي والعشرين دون الإضرار بالطابع التاريخي للمنطقة. وقد شجعت هذه المُكتشفات الأثريين إلى إجراء المزيد من عمليات التنقيب في المنطقة في الفترة ما بين عامي 1995-1997.

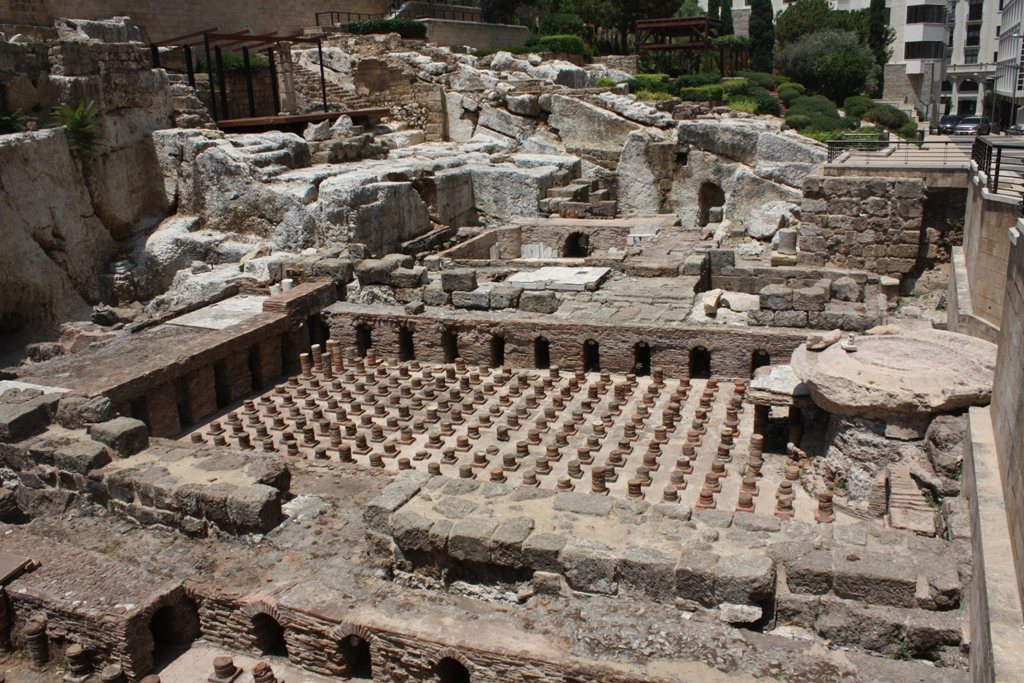
أطلال رومانية في منطقة حدائق الحمامات الرومانية

كما اكتُشف مؤخرًا الشارعان الرئيسيان في منطقة بيروتة الرومانية، وهما شارع كاردو وديكومانوس، الذان يقعان حاليًا في منطقة وسط بيروت. أصبحت أعمدة شوارع المدينة المظللة حاليًا أسواقًا مزدحمة في أيام الأعياد. كان يرتاد هذه الشوارع في الحقبة الرومانية طلاب مدرسة الحقوق والمواطنون الذين يمرون إلى المنتدى أو يزورون المعابد والكنائس الرومانية.